# Viburnum (Missouri)
Viburnum é uma cidade localizada no estado americano de Missouri, no Condado de Iron.

## Demografia
Segundo o censo americano de 2000, a sua população era de 825 habitantes.
Em 2006, foi estimada uma população de 811, um decréscimo de 14 (-1.7%).

## Geografia
De acordo com o United States Census Bureau tem uma área de
4,5 km², dos quais 4,5 km² cobertos por terra e 0,0 km² cobertos por água.

## Localidades na vizinhança
O diagrama seguinte representa as localidades num raio de 36 km ao redor de Viburnum.